# Jean-Louis Rolland
Pour les articles homonymes, voir Rolland.
Jean-Louis Rolland, né le 15 février 1891 à Landerneau (Finistère) et mort le 9 juin 1970 à Jard-sur-Mer (Vendée), est un homme politique socialiste et résistant français. Il est adhérent de la Section française de l'Internationale ouvrière (SFIO).

## Biographie
Commis de marine, militant socialiste, Jean-Louis Rolland est élu maire de Landerneau en 1929. Il est ensuite élu député socialiste du Finistère en 1936. 
Il fait partie, en juillet 1940, des quatre-vingts parlementaires qui votent contre les pleins pouvoirs au maréchal Pétain. Résistant, il est membre du mouvement Libération-Nord. Membre du Comité départemental de libération du Finistère, il est arrêté en février 1944. Il se trouve dans le convoi de prisonniers politiques, parti de Rennes le 2 août 1944 en direction de l'Allemagne. Il s'évade en cours de transport le 4 août 1944 à Saint-Mars-du-Désert, en sautant du train en marche. 
Il redevient maire de Landerneau à la Libération de la France, siège à l'Assemblée consultative provisoire, puis est réélu député socialiste en 1945. 

## Décoration
- Médaille de la Résistance française
- Chevalier de l'ordre de la Santé publique (1955)[6]

## Mandats
- Maire de Landerneau de 1929 à 1942, de 1944 à 1947 et de 1953 à 1965
- Député socialiste[2] du Finistère de 1936 à 1940 et de 1945 à 1946
- Conseiller de la République puis sénateur du Finistère de 1955 à 1959[1]

## Sources
- « Jean-Louis Rolland », dans le Dictionnaire des parlementaires français (1889-1940), sous la direction de Jean Jolly, PUF, 1960 [détail de l’édition]
- Notice ROLLAND Jean-Louis par Georges-Michel Thomas, dans Le Maitron
- ROLLAND Jean-Louis, site Mémoires des Résistants et FFI de l’arrondissement de Brest
- Pierre Miquel, Les quatre-vingts, éd.Fayard, 1995, 330 p. (ISBN 978-2-21359-416-3).
- Jean Odin, Les Quatre-vingts, FeniXX réédition numérique, 1996, 232 p. (ISBN 978-2-40207-154-3)